# Тормозная двигательная установка
Тормозная двигательная установка — это двигательная установка с жидкостным ракетным двигателем[уточнить], задача которой - обеспечение тормозного импульса при спуске космического корабля с околоземной орбиты. Основная составляющая тяги тормозного двигателя направлена против вектора скорости корабля.
Первый образец тормозной двигательной установки (ТДУ-1) был сконструирован в 1959 году в ОКБ А. М. Исаева для плавного спуска космических кораблей серии «Восток». Впоследствии эта система обеспечивала возвращение на Землю первого космонавта Ю. А. Гагарина и всех космонавтов на космических кораблях «Восток» и «Восход».
Развитие космонавтики поставило перед конструкторами задачи расширение функций такой установки, и из «Тормозной двигательной установки» механизм системы превратился в «Корректирующе-тормозную установку». Такая установка уже могла выполнять многоплановые задачи, могла неоднократно включаться при длительности работы от долей секунды до сотен секунд, осуществляя коррекцию орбиты и траектории полёта, стыковку и расстыковку, маневрирование в космосе, а не ограничиваться функцией посадки космического аппарата на Землю.
На смену ТДУ-1 пришла установка КТДУ-35, которая была установлена на космических кораблях «Союз», «Прогресс», на орбитальной станции «Салют-4», а также обеспечила успешное выполнение совместной советско-американской программы «Союз» — «Аполлон».
На космических кораблях «Союз-ТМ» и «Прогресс-М» установлена двигательная установка КТДУ-80, в этой модели используются камера с абляционным охлаждением.
Современные системы корректирующих тормозных двигательных установок выполняют большой круг задач, среди которых можно отметить: обеспечение коррекцию траектории искусственных спутников Земли, космических аппаратов и космических кораблей, отделение отработавших ступеней ракет-носителей, отделение искусственных спутников Земли, космических аппаратов или космических кораблей от ракет-носителей, торможение при подлёте к спутникам или планетам для выхода на орбиту их спутника, торможение при сходе искусственных спутников Земли, искусственных спутников планет (Луны) при сходе с орбиты или посадочных блоков космических кораблей при посадке, мягкую посадку указанных летательных аппаратов на Луну или планеты, не имеющие достаточно плотной атмосферы, а также ряд других важных задач в межпланетном и орбитальном пространстве.